# Župnija Gotovlje
Župnija Gotovlje je rimskokatoliška teritorialna župnija Dekanije Žalec Škofije Celje.
Do 7. aprila 2006, ko je bila ustanovljena škofija Celje, je bila župnija del celjskega naddekanata škofije Maribor. Župnijo je  ustanovila Žovneška gospoda - kasneje knezi Celjski leta 1291. Do takrat je bila gotoveljska župnija del žalske, imeli pa so svojega župnika, kar lahko sklepamo iz darilne listine z dne 12. septembra 1263, kjer je poleg žalskega omenjen tudi župnik iz Gotovelj. Ta letnica predstavlja tudi prvo pisno omembo imena kraja - Guttendorf in je v grbu krajevne skupnosti. Župnijska cerkev je posvečena Sv. Juriju.
V župniji je tudi podružnična cerkev Sv. Jedrti.